# Roenis Elías
Roenis Elías (Guantánamo, 1º agosto 1988) è un giocatore di baseball cubano, lanciatore per i Chicago Cubs della Major League Baseball.

## Carriera

### Minor League
Elias lasciò Cuba nel 2010, con la speranza di firmare un contratto con una squadra della Major League. Il 3 maggio 2011 firmò un contratto per giocare nelle minor league con i Seattle Mariners. Debuttò nello stesso anno nella lega minore giocando nei Pulaski Mariners (Rookie), gli Arizona League Mariners (Rookie) ed i Clinton LumberKings (A). Nel 2012 giocò nella classe A-avanzata e nel 2013 nella Doppia-A.

### Major League
Elías debuttò in MLB il 3 aprile 2014, al Coliseum di Oakland contro gli Oakland Athletics. Il 7 dicembre 2015, i Mariners scambiarono Elías e Carson Smith con i Boston Red Sox in cambio dei giocatori Wade Miley e Jonathan Aro. Concluse la sua prima stagione con 29 partite nella MLB e una sola presenza nella Tripla-A.
Elías giocò la sua prima partita con i Red Sox il 23 aprile 2016, contro gli Houston Astros.
Il 7 dicembre 2015, i Mariners scambiarono Elías e Carson Smith con i Boston Red Sox in cambio di Wade Miley e Jonathan Aro.
Il 23 aprile 2018, i Red Sox scambiarono Elías con i Mariners per una cifra in denaro e un giocatore da nominare in seguito. Lo scambio venne completato il 12 giugno, con l'invio del giocatore di minor league Eric Filia.
Il 31 luglio 2019, i Mariners scambiarono Elías e Hunter Strickland con i Washington Nationals in cambio dei giocatori di minor league Aaron Fletcher, Taylor Guilbeau e Elvis Alvarado. Divenne free agent il 13 ottobre 2020.
Il 7 gennaio 2021, Elías firmò un contratto di minor league con i Seattle Mariners. Il 16 marzo 2021, venne annunciata la necessità di eseguire una Tommy John surgery che gli causerà la perdita della stagione 2021. Il 26 marzo, Elías venne svincolato dalla franchigia, con cui però firmò un nuovo contratto di minor league il 1º aprile 2021. Il 6 maggio entrò nella lista degli infortunati, chiudendo la stagione lanciando in soli 7. inning.
Nel dicembre 2022 è stato ingaggiato dai Chicago Cubs con un contratto valido per le leghe minori. Nel 2023 prende parte al World Baseball Classic lanciando per la Nazionale di baseball di Cuba.